# Giovanni Antonio Guadagni

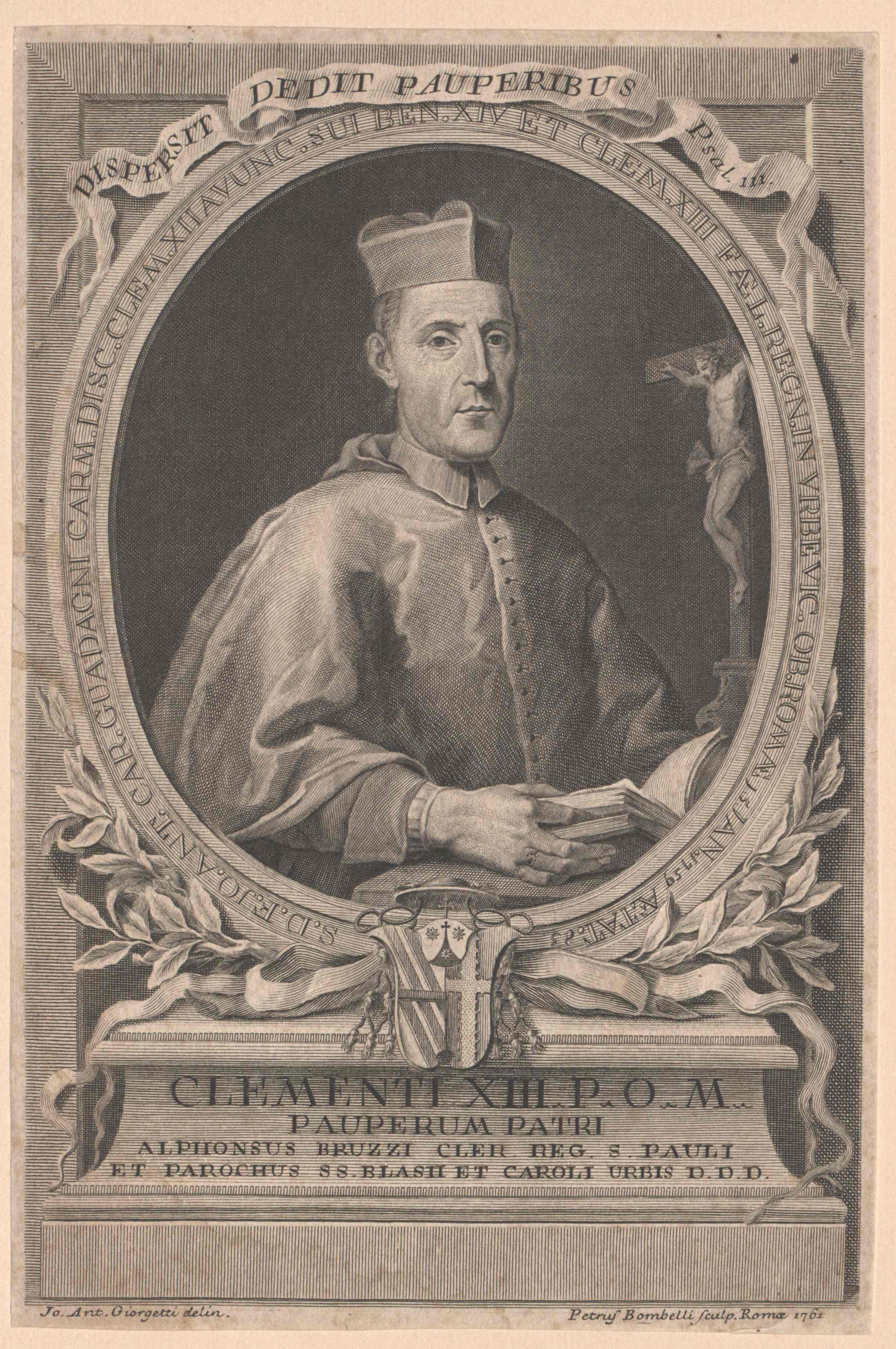
Giovanni Antonio Kardinal Guadagni OCD (1761)

Kardinalswappen (schematische Darstellung)

Giovanni Antonio Guadagni OCD (* 14. September 1674 in Florenz; † 15. Januar 1759 in Rom) war ein italienischer Kardinal der Römischen Kirche.

## Leben
Er war das einzige Kind des Marchese Donato Guadagni und der Maddalena Corsini, einer Schwester Lorenzo Corsinis, des späteren Papstes Clemens XII. Am 11. Mai 1702 empfing Guadagni die Priesterweihe für den Orden der Unbeschuhten Karmeliten. Am 20. Dezember 1724 wurde er zum Bischof von Arezzo ernannt. Die Bischofsweihe spendete ihm am 31. Dezember 1724 sein Onkel Kardinal Lorenzo Corsini; Mitkonsekratoren waren Kardinal Pietro Luigi Carafa und Orazio Filippo Spada, Bischof von Pesaro; das Bischofsamt in Arezzo hatte er bis zum 4. November 1732 inne. Guadagni wurde am 24. September 1731 von Papst Clemens XII. zum Kardinal kreiert und am 17. Dezember desselben Jahres zum Kardinalpriester mit der Titelkirche Santi Silvestro e Martino ai Monti ernannt. Außerdem war er von 1738 bis 1759 Kommendatarabt der Abtei Santa Maria di Grottaferrata. Am 23. Februar 1750 wurde er in die Klasse der Kardinalbischöfe aufgenommen zum Bischof von Frascati und am 12. Januar 1756 zum Kardinalbischof von Porto e Santa Rufina ernannt und damit zum Subdekan des Kardinalskollegiums berufen. Kardinal Gadagni nahm am Konklave 1740 sowie am Konklave 1758 teil.
Giovanni Antonio Guadagni starb im Januar 1759 im Ruf der Heiligkeit. Er wurde im Chor der römischen Karmelitenkirche Santa Maria della Scala links des Hochaltars in einem von ihm selbst errichteten Grabmal beigesetzt. Der Seligsprechungsprozess für Guadagni wurde im Jahr 1763 eröffnet.